# 상무광명메이루즈
상무광명메이루즈는 대한민국 광주광역시 서구 치평동에 위치한 주상복합 단지이다.

## 같이 보기
- 광주광역시의 마천루 목록